# Abdullahi Issa

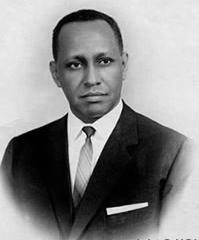
Abdullahi Issa Mohamud (1960)

Abdullahi Issa Mohamud (som. Cabdullahi Ciise Maxamuud, arab. عبد الله عيسى محمد (ur. 1922, zm. 1988) – somalijski polityk, członek Ligi Młodzieży Somalii, pierwszy premier Somalii (wówczas Terytorium powiernicze Somalii) od 29 lutego 1956 do 1 lipca 1960.